# Näs kyrka, Västergötland
Näs kyrka är en kyrkobyggnad som sedan 2002 tillhör Yllestads församling (tidigare Näs församling) i Skara stift. Den ligger i den sydöstra delen av Falköpings kommun.

## Kyrkobyggnaden
Näs kyrka stod färdigbyggd år 1883, men invigdes först år 1886 av biskop Anders Fredrik Beckman. Den nuvarande kyrkan ersatte en medeltida kyrka som stod på samma plats. Tornet är dock till stora delar kvar från den medeltida kyrkan.

## Inventarier
- Ett altarskåp som sannolikt snidats i Lübeck på 1500-talet. Det skänktes troligtvis till församlingen på 1600-talet av Per Brahe d.y., som var jordägare i Näs.
- En basunängel och en ljusbärande ängel, skurna i trä och bemålade (1500-tal)
- I vapenhusets golv finns en gravhäll med bilden av en ung flicka.
- Ovanför altaret en målning föreställande "Den Heliga Treenigheten" på absidtakets insida.
- Predikstolen är från 1738.
- Altarbordet återbördades till kyrkan 1983, efter att det i över hundra år använts som trädgårdsbord.
- I flyglarna visas åtta helgongestalter: Sankta Gertrud av Nivelles, Sankta Dorotea,  Sankta Katarina av Alexandria, Sankta Barbara, Sankt Göran, Sankt Lars, Johannes Döparen och Sankt Stefan.

### Klockor
Storklockan är gjuten 1527 i Stockholm. Den har en inskrift, som till följd av defekter vid gjutningen, endast delvis är läslig. På svenska lyder slutet: Herrens år 1527. Nils Persson och Håkan Persson... Överst finns en blomsterornament.

### Orgel
Orgeln är byggd 1885 av Johan Anders Johansson i Mösseberg. Den dispositionsförändrades 1952 av Liareds orgelbyggeri. Verket har sju stämmor fördelade på manual och pedal. Den var 2014 i mindre gott skick.

## Bilder

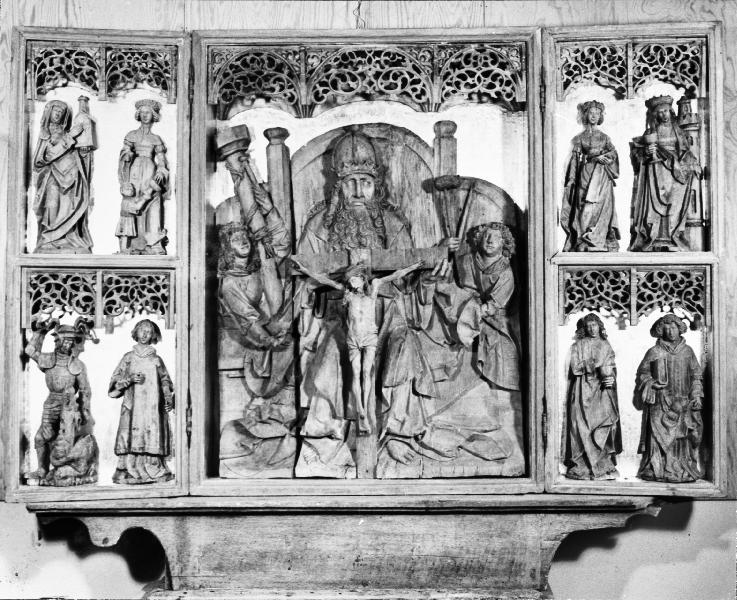
Altarskåpet efter restaurering 1962.
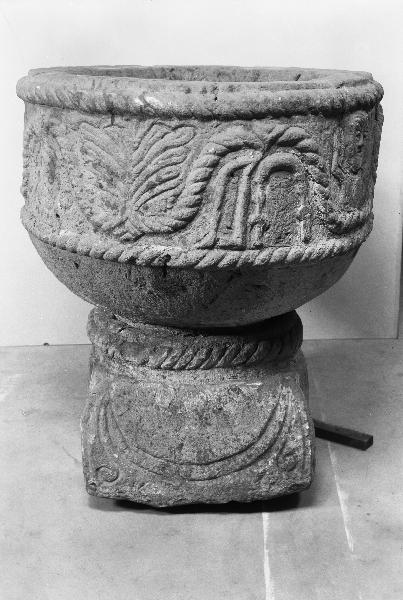
Dopfunten
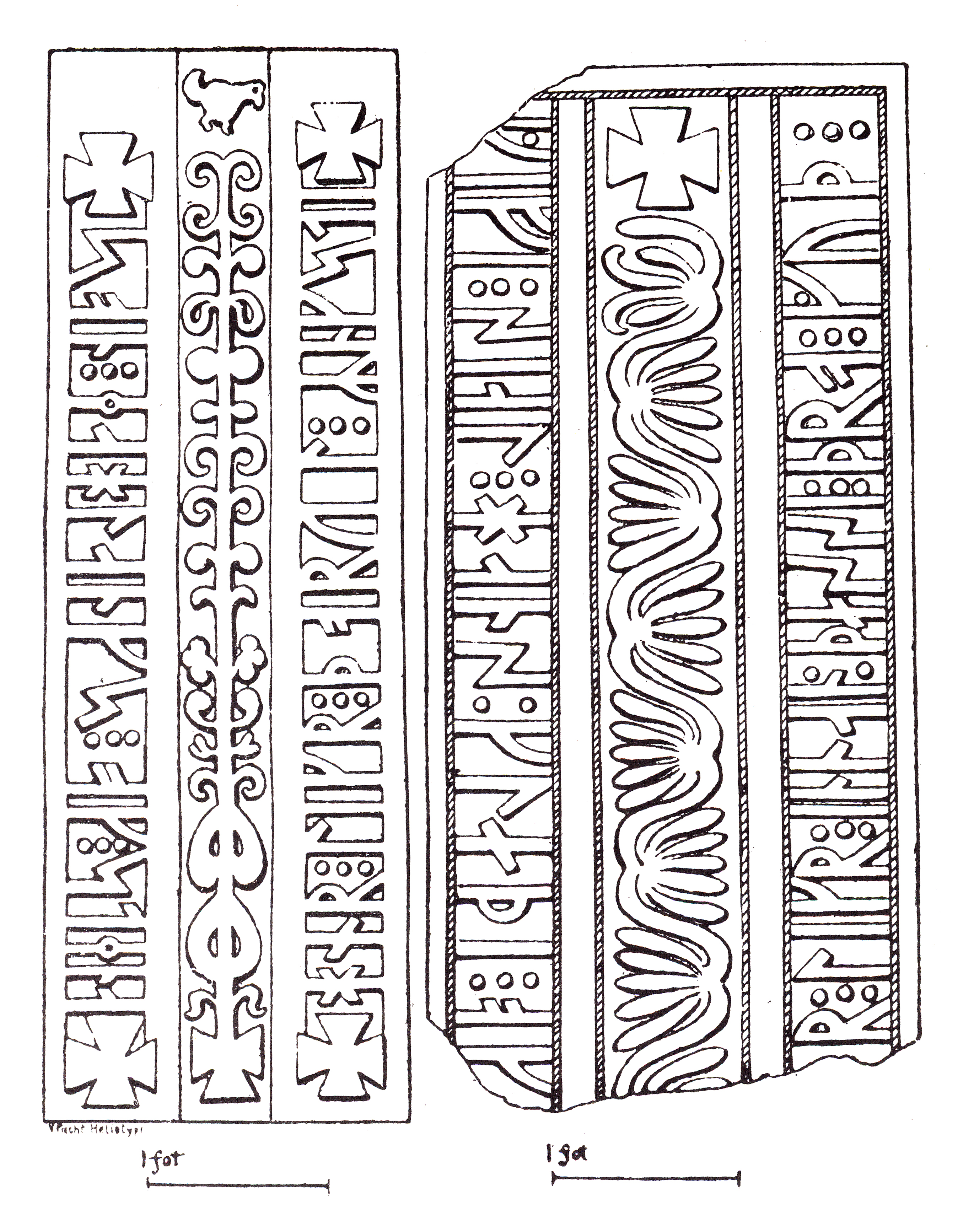
Medeltida gravhällar Vg 143 och Vg 144) med runinskrifter. Näs kyrkogård. Sannolikt utförda av Haraldus.
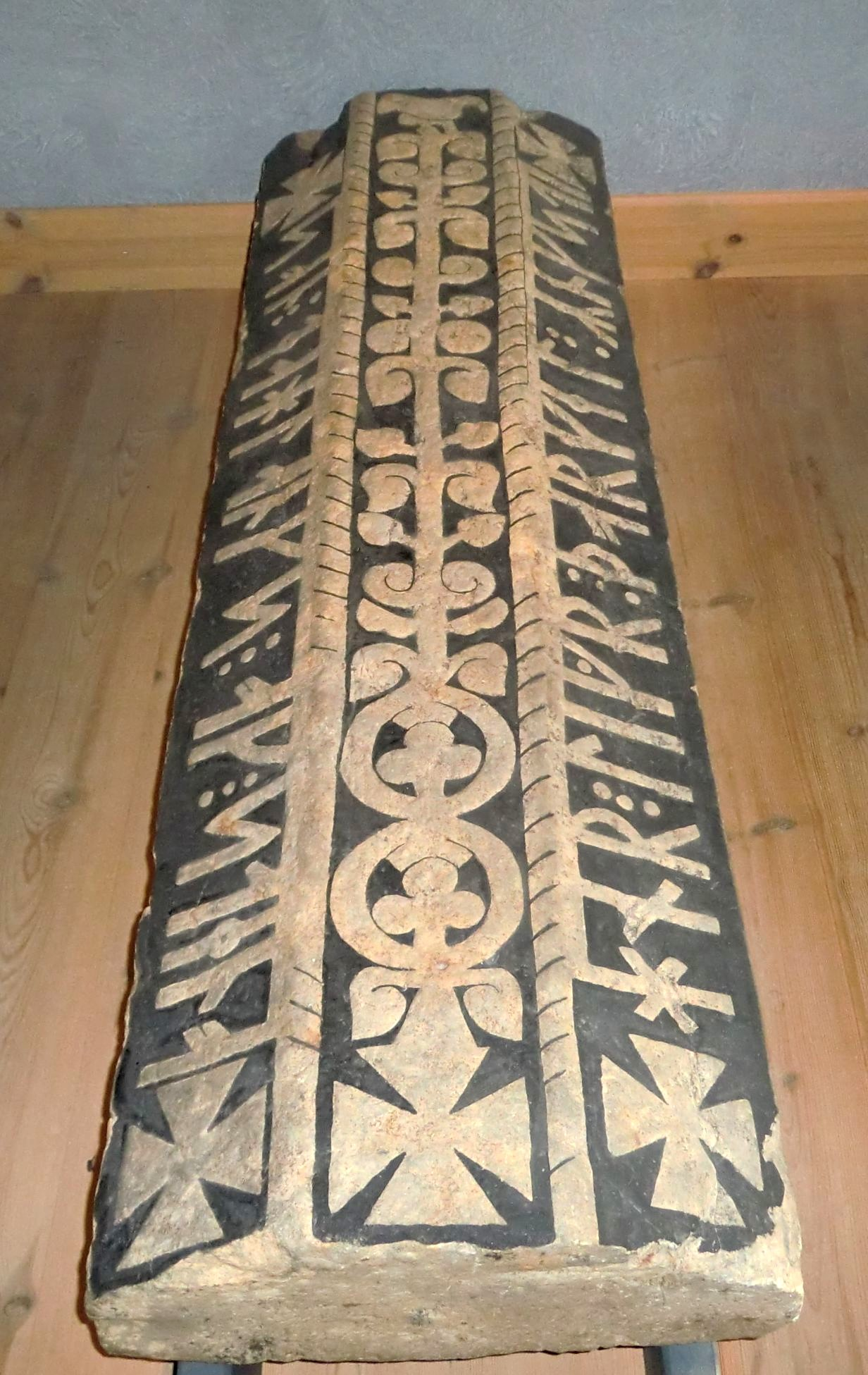
Gravhällen (Vg 143) i original på Historiska museets permanenta utställning om medeltida kyrkokonst, Stockholm.
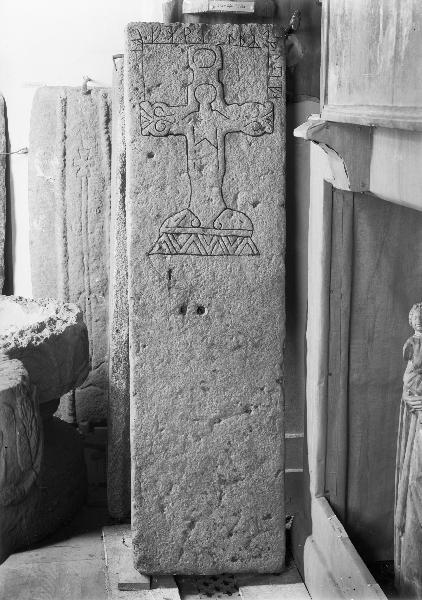
Gravhäll med runor från 1200-talet.